# Клюн, Том
Том Клюн (словен. Tom Kljun; род. 29 января 2004) — словенский футболист, нападающий клуба «Алюминий».

## Карьера
Начал играть в словенском клубе «Целе». Дебютировал в Первой Лиге Словении в матче с ФК «Рудар». Вместе с клубом стал чемпионом Словении в сезоне 2019/20.
Летом 2021 года перешёл в ФК «Табор».

## Карьера в сборной
В 2018 году был вызван в сборную Словении до 15 лет. Дебютировал на международном уровне в товарищеском матче со сверстниками из Словакии. В 2019 году стал игроком сборной страны до 16 лет. Отличился забитым мячом в первом же матче против сборной Канады. За сборную до 18 лет сыграл всего один матч. В 2021 году был призван в сборную Словении до 19 лет. Дебютировал в матче со сборной России (до 19 лет), отличился голевой передачей.